# Belle Bennett
Pour les articles homonymes, voir Bennett.
Belle Bennett est une actrice américaine du cinéma muet, née le 22 avril 1891 à Milaca (Minnesota); décédée à Los Angeles (Californie) le 4 novembre 1932.

## Filmographie partielle
- 1913 : Vengeance de Lorimer Johnston
- 1916 : Sweet Kitty Bellairs de James Young : Lady Julia
- 1916 : The Deserter de Walter Edwards
- 1917 : Le Cœur de Mieke (Fires of Rebellion), d'Ida May Park : Helen Mallory
- 1918 : The Lonely Woman de Thomas N. Heffron : Martha Sellers
- 1924 : Hello, 'Frisco de Slim Summerville
- 1924 : In Hollywood with Potash and Perlmutter d'Alfred E. Green
- 1925 : La Flamme victorieuse (His Supreme Moment) de George Fitzmaurice
- 1926 : The Reckless Lady de Howard Higgin
- 1925 : If Marriage Fails de John Ince
- 1925 : East Lynne d'Emmett J. Flynn
- 1927 : Quand la chair succombe (The Way of All Flesh) de Victor Fleming : Mme Schilling
- 1928 : Maman de mon cœur (Mother Machree) de John Ford : Ellen McHugh, Maman Machree
- 1928 : L'Éternel Problème (The Battle of the Sexes) de D. W. Griffith : Mme Judson, la mère
- 1929 : Désirs (Their Own Desire) de E. Mason Hopper : Harriet Marlett
- 1929 : Le Masque de fer (The Iron Mask) d'Allan Dwan : la reine mère, Anne d'Autriche
- 1930 : Courage d'Archie Mayo
- 1931 : The Big Shot de Ralph Murphy et Edward Sedgwick

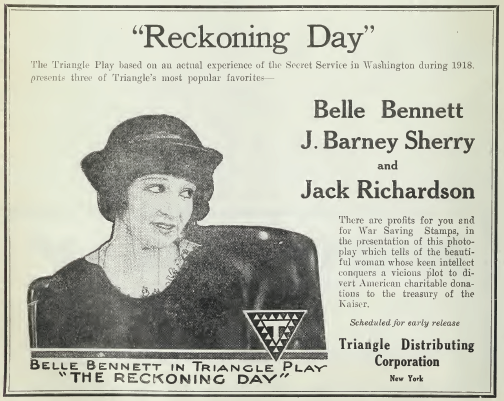
Belle Bennett dans une publicité pour The Reckoning Day (1918).